# Nabil Adnan Cheradi
Nabil Adnan Cheradi (arab. نبيل الشرادي, ur. 2 maja 1980) – marokański piłkarz, grający jako środkowy pomocnik w Wydadzie Fès.

## Klub
Przez całą karierę związany był z Wydadem Fès.
W sezonie 2011/2012 (pierwszym w bazie Transfermarkt) zagrał 8 spotkań.
W sezonie 2012/2013 rozegrał 12 meczów.
Sezon 2013/2014 zakończył z 10 spotkaniami.